# Abraham Schot

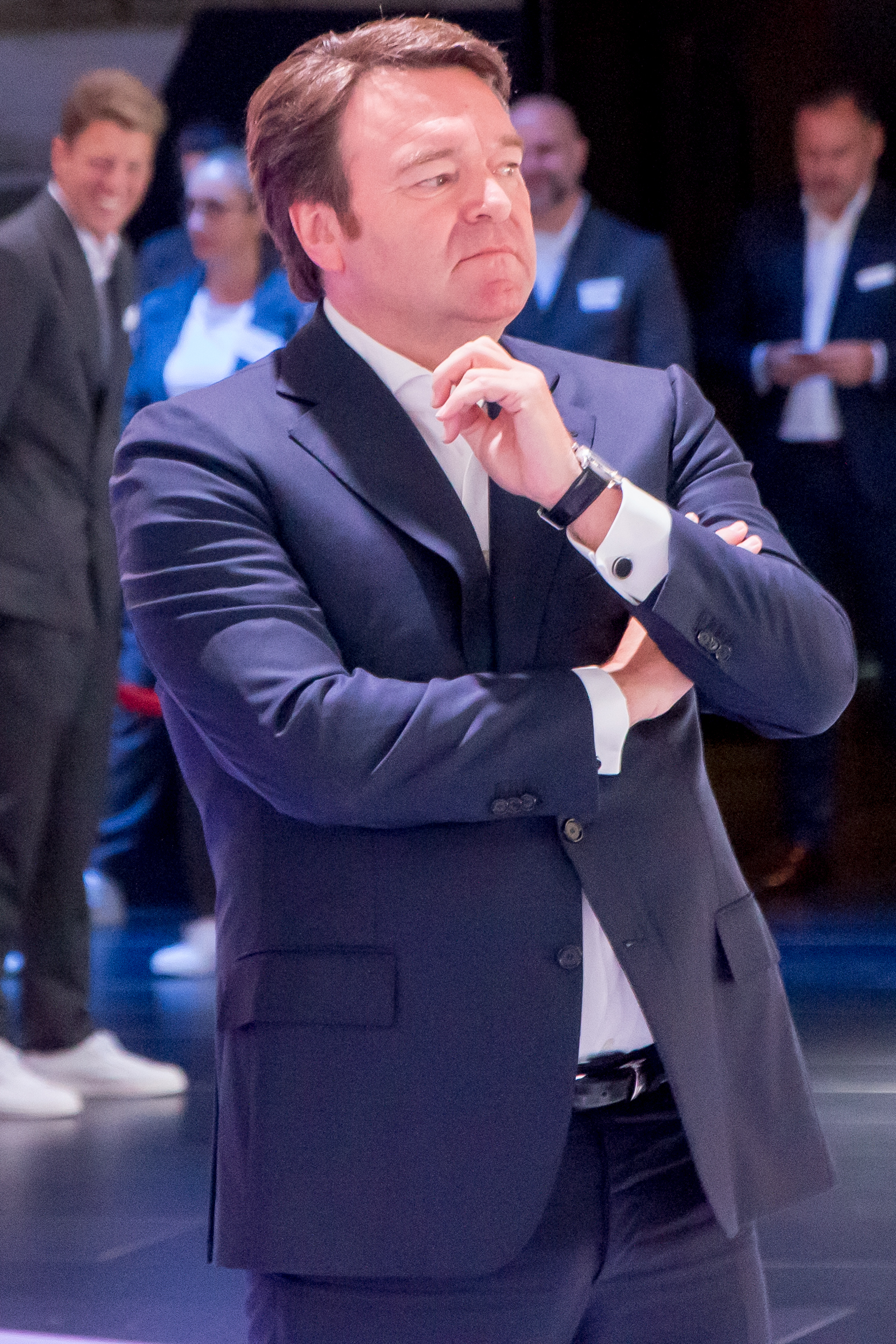
Abraham Schot (2019)

Abraham „Bram“ Schot [brɑm sxɔːt] (* 12. Juli 1961 in Rotterdam) ist ein niederländischer Manager. Seit 1. Oktober 2020 ist er Mitglied des Verwaltungsrates und des Ausschusses für Sicherheit, Umwelt und Nachhaltigkeit bei Royal Dutch Shell.

## Ausbildung
Schot studierte von 1991 bis 1993 an der University of Bradford und schloss dieses Studium mit einem Master of Business Administration ab. Zudem absolvierte er weitere postgraduale Studien, wie Strategic Management an der Harvard Business School, Managing Global Opportunities an der Wharton School und das International Executive Programme der Insead in Fontainebleau.

## Wirken
Seine berufliche Laufbahn begann Schot 1982 beim Lkw-Hersteller DAF Trucks Niederland. 1986 durchlief er bei ABN AMRO, einer niederländischen Bank, das Management-Trainee-Programm.
1987 wechselte Schot zu Mercedes-Benz Niederlande. Dort nahm er verschiedene Aufgaben im Bereich Nutzfahrzeuge wahr, wie Assistent Sales Manager, Leiter Unternehmensstrategie & Planung sowie Marketing Direktor Nutzfahrzeuge. Im Januar 1998 wurde er zum Geschäftsführer der Mercedes Car Group bei DaimlerChrysler Niederlande ernannt, im Januar 2003 erfolgte die Übernahme der Aufgaben als President & CEO von DaimlerChrysler Niederlande. Zwischen 2006 und 2011 verantwortete er als President & CEO DaimlerChrysler/Mercedes-Benz Italien.
Im Januar 2011 wechselte der Niederländer zur Volkswagen AG, wo er zunächst strategische Projekte im Bereich Konzern-Vertrieb betreute. Im Jahr 2012 übernahm er das Ressort Marketing und Vertrieb im Vorstand von Volkswagen Nutzfahrzeuge. Es folgte im September 2017 der Wechsel in den Vorstand der Audi AG, wo er den Bereich Marketing und Vertrieb verantwortete. Im April 2018 übernahm Schot auch den Vorsitz. Nach der Verhaftung von Rupert Stadler wurde er am 19. Juni 2018 zum kommissarischen Vorstandsvorsitzenden ernannt. Gleichzeitig wurde er auf Beschluss des Aufsichtsrates der Volkswagen AG  ständiger Gast bei den Sitzungen des VW-Konzernvorstandes.
Im Dezember 2018 wurde Schot durch den Aufsichtsrat der Audi AG zum 1. Januar 2019 zum Vorstandsvorsitzenden bis 2021 berufen. Zeitgleich führte er bis Juli 2019 das Ressort Marketing und Vertrieb kommissarisch bis zum Einstieg von Hildegard Wortmann weiter. Ebenfalls im Dezember 2018 berief ihn der Aufsichtsrat der Volkswagen AG in den Konzernvorstand, zuständig für das Ressort Konzern-Vertrieb.
Zum 1. April 2020 schied er aus dem Volkswagen-Konzern aus. Als Vorstandsvorsitzender der Audi AG folgte ihm Markus Duesmann. Die Aufgaben als VW-Konzernvorstand für Vertrieb übernahm, zusätzlich zu den Aufgaben als Vorsitzender des Vorstands, Herbert Diess. Schot schied zum 1. April ebenso aus dem Aufsichtsrat der Porsche Holding und des Vorstands der Ducati Motor Holding und Lamborghini aus.